# András Ágoston
Pour les articles homonymes, voir Ágoston.
András Ágoston, en hongrois : Ágoston András et en serbe : Андраш Агоштон et Andraš Agošton, est un homme politique serbe de la province autonome de Voïvodine. Il dirige le Parti démocratique des Hongrois de Voïvodine.
Aux élections provinciales de 2004 en Voïvodine, le Parti démocratique des Hongrois de Voïvodine a remporté un siège à l'Assemblée provinciale de Novi Sad. Aux élections législatives serbes de 2007, András Ágoston, avec Sándor Páll, a dirigé une coalition nommée Union hongroise ; cette coalition a obtenu 12 940 voix, soit 0,32 % des suffrages, score qui ne lui a pas permis de remporter de siège au Parlement de Serbie.